# Casual day

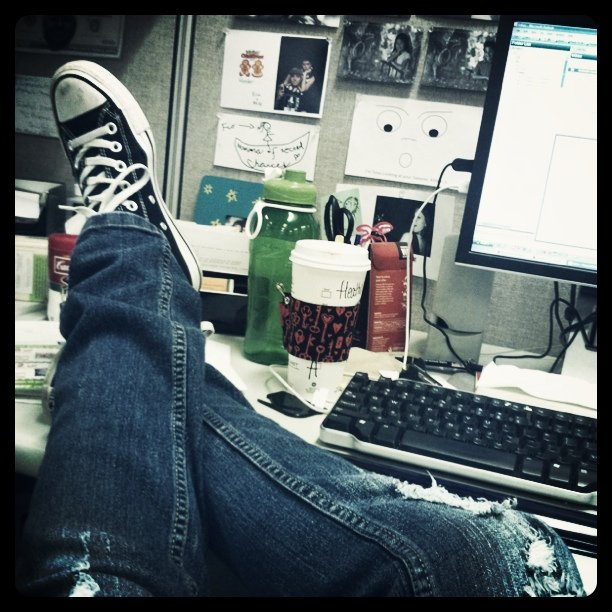
Un personnel d'entreprise qui porte un jean pour le Casial Friday

Le casual day, casual Friday ou dress-down Friday est une coutume  selon laquelle le personnel d'une entreprise peut s'habiller de manière décontractée le vendredi ; en France, on utilise fréquemment le faux anglicisme friday wear. Le terme se rapproche de l'autre anglicisme « everyday wear » parfois utilisé et définissant les vêtements de tous les jours en opposition au classique costume. Ce jour a naturellement été choisi parce qu'il est le dernier de la semaine de travail, qu'il annonce le week-end et éventuellement qu'il est tronqué (heure de départ avancée).
Cette coutume (qui n'a jamais vraiment pris en France et en Europe) vient des États-Unis vers le milieu des années 1990 où le Chino en devient un « symbole de décontraction ». Elle a pris de l'ampleur avec les années Internet (1997-2005).
Les employés peuvent ainsi laisser le costume/cravate chez eux et opter pour un jean/polo par exemple.
Cela permet notamment de casser l'aspect hiérarchique et la distance sociale que peut générer le costume.
Dans certains secteurs en relation permanente avec les clients, il convient toutefois de conserver la tenue habituelle, gage de confiance et sérieux.